# Otolemur crassicaudatus
Otolemur crassicaudatus är en däggdjursart som först beskrevs av Étienne Geoffroy Saint-Hilaire 1812.  Otolemur crassicaudatus ingår i släktet Otolemur och familjen galagoer.
Inga underarter finns listade i Catalogue of Life. Wilson & Reeder (2005) skiljer mellan två underarter.

## Utseende
Med en kroppslängd (huvud och bål) av 30 till 37 cm och en svanslängd av 41 till 47 cm är arten störst i familjen galagoer. Viken är en till två kilogram och hannar är tydlig större än honor. Pälsen har främst en gråbrun till brun färg som på buken är något ljusare. Liksom andra galagoer har djuret stora öron och ögon. Tårna vid bakfötterna är tillplattade och utrustade med flata naglar.
Artens öron är med en längd av cirka 6 cm längre än hos Otolemur garnettii.

## Utbredning och habitat
Otolemur crassicaudatus förekommer i sydcentrala Afrika. Utbredningsområdets norra gräns sträcker sig från norra Angola över södra Kongo-Kinshasa till södra Kenya. Södra gränsen går från södra Angola över södra Zambia till östra Sydafrika. Habitatet utgörs av olika slags skogar och buskskogar med några glest fördelade träd. Djuret hittas även i trädodlingar och trädgårdar.

## Ekologi
Denna primat klättrar främst i växtligheten och gör ibland 2 meter långa hopp från träd till träd. Den letar på natten efter föda och vilar på dagen i bon av växtdelar som placeras i trädens övre delar. Vid viloplatsen bildas ofta mindre flockar men födosöket sker ensam. Gruppen eller ensamma individer etablerar revir och territoriet av en hanne kan överlappa med reviret av flera honor. Reviret markeras med urin.
Otolemur crassicaudatus äter huvudsakligen naturgummi och slickar trädens vätskor. Födan kompletteras med frukter och några enstaka insekter. I Kenya äter arten betydlig fler insekter, till exempel termiter.
Hannar parar sig med en eller flera honor beroende på populationens täthet. Parningstiden varierar mellan olika regioner. Efter dräktigheten som i genomsnitt varar 133 dagar föder honan en eller två ungar, sällan tre. Ungarna klamrar sig fast vid moderns päls eller de lämnas i boet när honan letar efter föda. Äldre ungar iakttogs tillsammans med fadern vid födosöket. Honor blir oftast efter två år könsmogna och hannar något senare.
Några individer levde med människans vård 18 år. Livslängden i naturen är troligen kortare.

## Hot och status
Arten hade tidigare en större utbredning vid Victoriasjön men försvann där på grund av skogsavverkningar. Å andra sidan blev utbredningsområdet i Sydafrika större. IUCN kategoriserar arten globalt som livskraftig.